# Christophe de Margerie
Christophe Jacquin de Margerie (Mareuil-sur-Lay-Dissais, 6 augustus 1951 – Moskou, 20 oktober 2014) was als CEO van de oliemaatschappij Total S.A. een van de kopstukken van de Franse industrie. Hij is onder meer bekend geworden omdat hij tezamen met een tiental andere Franse captains of industry om een verhoging van zijn inkomstenbelasting vroeg.

## Biografie
De Margerie begon bij Total in 1974 waar hij in 1995 directeur van Total Midden Oosten werd en in 2007 directeur van werd.
Hij was in 2014 tevens medevoorzitter van het World Economic Forum in Davos.
Christophe de Margerie kwam in 2014 om het leven bij een vliegtuigongeluk toen een sneeuwploegbestuurder - onder invloed van alcohol - met zijn ploeg de startbaan van de Moskouse luchthaven Vnoekovo opreed, waarna het vliegtuig tijdens de start op de landingsbaan tegen de sneeuwploeg botste. Hierbij kwamen alle inzittenden van het vliegtuig (De Margerie en drie bemanningsleden) om het leven.